# Ређоне Фаркети ди Мурзеко (Кунео)
Ређоне Фаркети ди Мурзеко је насеље у Италији у округу Кунео, региону Пијемонт.
Према процени из 2011. у насељу је живело 2 становника. Насеље се налази на надморској висини од 872 м.